# Wojciech Pollok
Wojciech Pollok (Pyskowice, 1982. június 25. –) lengyel születésű német labdarúgó, az SC Wiedenbrück 2000 csatára.